# كسر مونتيجيا
كسر مونتيجيا كسر في الزند يصيب المفصل مع الكعبرة. وبشكل أدق هو كسر في الثلث القريب من الزند مع خلع في رأس الكعبرة. سمي نسبة إلى جيوفاني باتيستا مونتيجيا.

## الأسباب
- السقوط على يد ممدودة مع ساعد في وضعية كب زائد (أذية فرط الكب).
- ضربة مباشرة على أعلى الوجه الخلفي للساعد. في هذا السياق يحدث كسر مونتيجيا غالباً في الدفاع ضد رض كليل (أذية عصا -هراوة- الشرطي)

## التدبير
يمكن أن يدبر هذا الكسر بشكل محافظ عند الأطفال بالرد المغلق (الرد والتجبير) ولكن وبسبب الخطورة المرتفعة لتبدل الكسر الذي يؤدي لسوء الاندمال يجرى الرد المفتوح مع التثبيت الداخلي بشكل مثالي.